# Bristol megye (Massachusetts)
Bristol megye az Amerikai Egyesült Államokban, azon belül Massachusetts államban található. Megyeszékhelye Taunton, legnagyobb városa New Bedford. Lakosainak száma 579 200 fő (2020. április 1.). Bristol megye Norfolk, Plymouth, Newport, Bristol, Providence és Dukes megyékkel határos.

## Népesség
A megye népességének változása:
| Lakosok száma | 549 129 | 549 259 | 550 856 | 552 780 | 556 772 | 579 200 |
|               | 2010    | 2011    | 2012    | 2013    | 2015    | 2020    |